# Памятник Ярославу Мудрому (Ярославль)
Памятник основателю Ярославля князю Ярославу Мудрому расположен на Богоявленской площади в центре Ярославля. Монумент воздвигнут в память основания князем города Ярославля. Памятник обращён лицом к въезжающим в центр города с московского направления.

## История создания
Долгое время в Ярославле планировали установить памятник основателю города — князю Ярославу. Выбирали наиболее удачное место. В качестве вариантов рассматривали Стрелку (место впадения Которосли в Волгу), где был заложен город; и Медведицкий овраг, где по преданию состоялся поединок Ярослава с медведицей. Однако была выбрана одна из центральных площадей — Богоявленская. Ярослав Мудрый словно встречает путников, прибывающих в город со стороны столицы, и символизирует тесные связи с Москвой. Создателями стали скульптор Олег Комов и архитекторы Н. И. Комова и А. Р. Бобович. Памятник был открыт 23 октября 1993 года с участием первого президента России Бориса Ельцина. Памятник и площадь Богоявления — место посещения свадебных кортежей.
В начале XIX века в Ярославле уже существовал памятник Ярославу Мудрому: «каменный, пирамидальный, стоящий в овраге». По указанию Николая I он был разобран, как не соответствующий своему значению. В начале XX века планировалось построить новый памятник и даже были собраны на это деньги, но в итоге они были потрачены на празднование юбилея дома Романовых.

## Описание памятника
Ярослав Мудрый держит в одной руке меч, в другой — макет будущего города. Данное решение показывает князя-созидателя, строителя, способного, если надо, защитить город. Опущенный меч символизирует миролюбивую политику князя.
На барельефах, украшающих пьедестал, изображены герб Ярославля, поединок князя Ярослава с медведицей, легенда о котором легла в основу герба, и Ярослав за работой, может быть, в руках у него текст закона или одна из книг библиотеки, или договор с кем-то из европейских монархов. Любой вариант допустим, так как при Ярославе был создан свод законов «Русская Правда», появилась крупная библиотека, а дочерей своих он выдавал замуж за европейских королей для укрепления связей с другими странами.

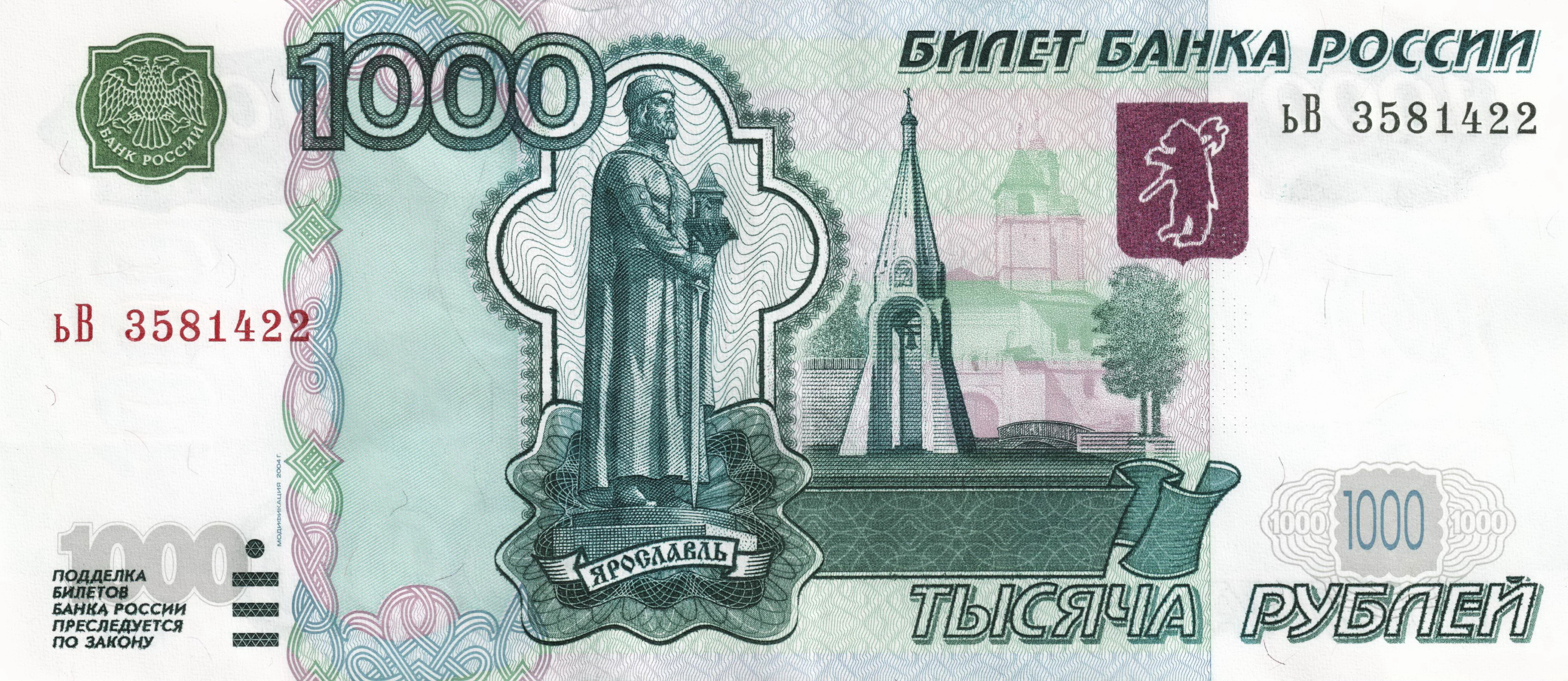
Российская купюра 1000 рублей
Изображён Ярославль и скульптура легендарного основателя города — князя Ярослава

Ярослав изображён на памятнике согласно иконописному канону, появившемуся позднее времени его жизни, уже в Русском государстве — по тогдашним представлениям о благообразии с ухоженной бородой как у Христа в покое и умиротворении. Согласно более древнему канону, пришедшему от варягов, он изображался с короткими волосами, возможно бритый наголо лишь с клоком волос — символом знатности, бородой короткой, но зато с длинными усами, лицо скандинавского типа.